# Локални избори у Србији 2013.
У малом броју општина у Србији одржани су локални избори 2013. Они нису били део редовног циклуса локалних избора у Србији, већ су се одвијали у јурисдикцијама где је или пала локална власт или су последњи локални избори за четворогодишњи мандат одржани 2009. године.
Сви локални избори 2013. године одржани су по систему пропорционалне заступљености. Градоначелници нису били директно бирани, већ су их бирали изабрани чланови локалних скупштина. Странке су морале да пређу изборни цензус од пет одсто (од свих гласова, а не само од важећих гласова), иако је овај услов укинут за странке које представљају националне мањине.

## Резултати

### Београд

#### Вождовац
У Земуну су 2. јуна 2013. одржани избори због истека мандата претходне скупштине изабране 2009. године.
| Странка                   | Странка | Гласови | %      | Мандати |
| ------------------------- | --- | ------- | ------ | ------- |
|                           | "Александар Вучић–Српска напредна странка" | 28,258  | 53.23  | 36      |
|                           | "Ђилас Демократска" | 6,140   | 11.57  | 7       |
|                           | "Ивица Дачић–Социјалистичка партија Србије (СПС)–Партија уједињених пензионера Србије (ПУПС)–Јединствена Србија (ЈС)" | 4,334   | 8.16   | 5       |
|                           | "Демократска странка Србије–Војислав Коштуница" | 3,216   | 6.06   | 4       |
|                           | "Расим Љајић–Социјалдемократска партија Србије" | 3,126   | 5.89   | 3       |
|                           | "Чедомир Јовановић–Либерално демократска партија" | 2,290   | 4.31   | –       |
|                           | "Двери–Нова снага Вождовца, Српска странка Заветници, Српска Крајина, Покрет ветерана Србије, Покрет за Србију, Удружење грађана: Слободна Србија – Чачак, Покрет: Жене ствараоци за Србију, Национална свест–Бранимир Нешић" | 1,881   | 3.54   | –       |
|                           | "1389–Борба за Вождовац–Миша Вацић" | 952     | 1.79   | –       |
|                           | "Српска радикална странка–др. Војислав Шешељ" | 911     | 1.72   | –       |
|                           | "Нова странка–Зоран Живковић" | 793     | 1.49   | –       |
|                           | "Београдска иницијатива–Зоран Остојић–УРС–Мирослав Чучковић" | 601     | 1.13   | –       |
|                           | Ни један од понуђених одговора | 536     | 1.01   | –       |
|                           | Европска демократија | 53      | 0.10   | –       |
| Укупно                    | Укупно | 53,091  | 100.00 | 55      |
|                           | |         |        |         |
| Важећих гласова           | Важећих гласова | 53,091  | 97.21  |         |
| Неважећих/празних гласова | Неважећих/празних гласова | 1,526   | 2.79   |         |
| Укупно гласова            | Укупно гласова | 54,617  | 100.00 |         |
| Регистрованих гласача     | Регистрованих гласача | 156,962 | 34.80  |         |
| Извор:                    | |         |        |         |

Александар Савић из Српске напредне странке изабран је за градоначелника након избора.

#### Земун
На Вождовцу су 15. децембра 2013. одржани избори због истека мандата претходне скупштине изабране 2009. године.
| Странка                   | Странка | Гласови | %      | Мандати |
| ------------------------- | --- | ------- | ------ | ------- |
|                           | "Српска напредна странка–Александар Вучић (Српска напредна странка–СНС, Нова Србија–НС, Покрет социјалиста–ПС)"                                                                     | 29,071  | 53.22  | 39      |
|                           | "Ивица Дачић–Социјалистичка партија Србије (СПС)–Партија уједињених пензионера Србије (ПУПС)–Јединствена Србија (ЈС)–Социјалдемократска партија Србије (СДПС)–Покрет ветерана (ПВ)" | 6,473   | 11.85  | 8       |
|                           | "Демократска странка–Сава Јерковић" | 5,016   | 9.18   | 6       |
|                           | "Демократска странка Србије–Двери–Војислав Коштуница" | 3,727   | 6.82   | 4       |
|                           | "Српска радикална странка–др. Војислав Шешељ" | 2,369   | 4.34   | –       |
|                           | "Либерално демократска партија–Чедомир Јовановић" | 2,354   | 4.31   | –       |
|                           | "Земунски покрет–Покрет радника и сељака, проф. Миша Крстић" | 1,312   | 2.40   | –       |
|                           | Група грађана: "За Земун–Покрет за развој Батајнице" | 803     | 1.47   | –       |
|                           | "Земунска прича–Наша ствар–Трећа Србија" | 800     | 1.46   | –       |
|                           | "Мој град Земун–Милан Надовеза Наја" | 766     | 1.40   | –       |
|                           | "Социјалдемократски савез–проф. др. Даница Грујичић" | 646     | 1.18   | –       |
|                           | "Земун наш град–Грађански покрет Земун–Уједињени региони Србије–Српски покрет обнове"                                                                                               | 550     | 1.01   | –       |
|                           | "Грађанска алтернатива–др. Горан Мандић" | 446     | 0.82   | –       |
|                           | "СНП 1389–Српски Земун–Миша Вацић" | 294     | 0.54   | –       |
| Укупно                    | Укупно | 54,627  | 100.00 | 57      |
|                           | |         |        |         |
| Важећих гласова           | Важећих гласова | 54,627  | 97.38  |         |
| Неважећих/празних гласова | Неважећих/празних гласова | 1,467   | 2.62   |         |
| Укупно гласова            | Укупно гласова | 56,094  | 100.00 |         |
| Регистрованих гласача     | Регистрованих гласача | 160,036 | 35.05  |         |
| Извор:                    | |         |        |         |

Дејан Матић из Српске напредне странке изабран је за градоначелника након избора. На петој позицији листе радикала нашао се Александар Шешељ, син лидера Српске радикалне странке Војислава Шешеља.

### Војводина

#### Ковин
У Ковину су 7. априла 2013. одржани избори, због истека мандата претходне скупштине изабране 2009.
| Странка                   | Странка | Гласови | %      | Мандати |
| ------------------------- | --- | ------- | ------ | ------- |
|                           | Српска напредна странка–Александар Вучић                                                                           | 6,910   | 44.07  | 24      |
|                           | Сава Крстић–Покрет за препород-Уједињени региони Србије                                                            | 2,272   | 14.49  | 8       |
|                           | Ивица Дачић–Социјалистичка партија Србије (СПС), Јединствена Србија (ЈС), Социјалдемократска партија Србије (СДПС) | 1,920   | 12.24  | 6       |
|                           | За бољи Ковин–Др. Бојан Пајтић (Демократска странка)                                                               | 1,473   | 9.39   | 5       |
|                           | Савез војвођанских Мађара–Истван Паштор                                                                            | 798     | 5.09   | 2       |
|                           | ПУПС - др. Јован Кркобабић                                                                                         | 749     | 4.78   | –       |
|                           | Лига социјалдемократа Војводине–Ненад Чанак                                                                        | 574     | 3.66   | –       |
|                           | Демократска странка Србије                                                                                         | 459     | 2.93   | –       |
|                           | Група грађана: Нова листа–Жељко Николић Госа                                                                       | 323     | 2.06   | –       |
|                           | Српска радикална странка–др. Војислав Шешељ                                                                        | 202     | 1.29   | –       |
| Укупно                    | Укупно | 15,680  | 100.00 | 45      |
|                           | |         |        |         |
| Важећих гласова           | Важећих гласова | 15,680  | 96.23  |         |
| Неважећих/празних гласова | Неважећих/празних гласова                                                                                          | 614     | 3.77   |         |
| Укупно гласова            | Укупно гласова | 16,294  | 100.00 |         |
| Регистрованих гласача     | Регистрованих гласача                                                                                              | 29,524  | 55.19  |         |
| Извор:                    | |         |        |         |

Гордана Зорић из Српске напредне странке изабрана је за градоначелника након избора. Поднела је оставку на функцију у јуну 2014. након што је изабрана за посланика у Народној скупштини Републике Србије, а за њеног наследника је именован колега из напредњака Душан Петровић. Петровић је заузврат искључен из Српске напредне странке у августу 2014. године, а у фебруару 2015. на месту градоначелника га је заменила Сања Петровић, такође из Српске напредне странке.
У јуну 2015. промене политичких савеза довеле су на власт нову коалициону администрацију у којој су биле Социјалистичка партија Србије, Демократска странка, Савез војвођанских Мађара и бивши чланови Српске напредне странке. За градоначелника изабран делегат социјалиста Зоран Д. Николић. Његова администрација трајала је до септембра 2015. године, када се Српска напредна странка вратили на власт са Сањом Петровић поново у кабинету градоначелника. Служила је до краја мандата.

#### Оџаци
У Оџацима су одржани избори 15. децембра 2013, на шта је фактички истекао мандат претходне скупштине изабране у јануару 2010. године.
| Странка                   | Странка | Гласови | %      | Мандати |
| ------------------------- | --- | ------- | ------ | ------- |
|                           | "Александар Вучић–Српска напредна странка (Српска напредна странка, Покрет социјалиста, Народни покрет Динара-Дрина-Дунав, Српски покрет обнове, Социјалдемократска партија Србије, Странка војвођанских Словака)" | 8,357   | 48.17  | 16      |
|                           | "Демократска странка–др. Бојан Пајтић" | 2,973   | 17.14  | 5       |
|                           | "Ивица Дачић–Социјалистичка партија Србије (СПС)–Партија уједињених пензионера Србије (ПУПС)–Јединствена Србија (ЈС)–Словачка странка–Удружење Крајишника"                                                         | 2,119   | 12.21  | 4       |
|                           | "Српска демократска странка–Глигоријевић Драган - Пуке" | 1,359   | 7.83   | 2       |
|                           | "Патриотски блок (ДСС–Двери–Српска Крајина")–др. Војислав Коштуница" | 805     | 4.64   | –       |
|                           | "Српска радикална странка–др. Војислав Шешељ" | 581     | 3.35   | –       |
|                           | Савез војвођанских Мађара–Истван Паштор" | 415     | 2.39   | –       |
|                           | Група грађана: "Земља - Наша сигурност Горан Стаменковић" | 391     | 2.25   | –       |
|                           | "Чедомир Јовановић–Либерално демократска странка" | 184     | 1.06   | –       |
|                           | "Уједињени региони Србије–Млађан Динкић" | 164     | 0.95   | –       |
| Укупно                    | Укупно | 17,348  | 100.00 | 27      |
|                           | |         |        |         |
| Важећих гласова           | Важећих гласова | 17,348  | 97.82  |         |
| Неважећих/празних гласова | Неважећих/празних гласова | 387     | 2.18   |         |
| Укупно гласова            | Укупно гласова | 17,735  | 100.00 |         |
| Регистрованих гласача     | Регистрованих гласача | 26,966  | 65.77  |         |
| Извор:                    | |         |        |         |

Душан Маријан из Српске напредне странке изабран је за градоначелника на сазивању нове скупштине у јануару 2014.

#### Врбас
У Врбасу су одржани избори 13. октобра 2013. због истека мандата претходне скупштине изабране 2009. године.
| Party                     | Party | Votes  | %      | Seats |
| ------------------------- | --- | ------ | ------ | ----- |
|                           | "Александар Вучић–Српска напредна странка (СНС, НС, ПС, СДПС, СПО, Русинска демократска странка)"                                                                         | 8,958  | 40.24  | 18    |
|                           | "Ивица Дачић–Социјалистичка партија Србије (СПС)–Партија уједињених пензионера Србије (ПУПС)–Јединствена Србија (ЈС)–Савез војвођанских Мађара (СВМ)–Удружење Крајишника" | 5,400  | 24.26  | 10    |
|                           | "Демократска странка–др. Бојан Пајтић" | 4,065  | 18.26  | 8     |
|                           | "Српска радикална странка–др. Војислав Шешељ" | 993    | 4.46   | –     |
|                           | Група грађана: "Сви Заједно–Социјалдемократски савез–Бранислав Петровић"                                                                                                  | 883    | 3.97   | –     |
|                           | "Либерално демократска партија–Лига социјалдемократа Војводине" | 773    | 3.47   | –     |
|                           | "Двери–За живот Врбаса–Иван Б. Костић" | 596    | 2.68   | –     |
|                           | "Демократска странка Србије–Асоцијација младих Врбас–др. Војислав Коштуница"                                                                                              | 594    | 2.67   | –     |
| Укупно                    | Укупно | 22,262 | 100.00 | 36    |
|                           | |        |        |       |
| Важећих гласова           | Важећих гласова | 22,262 | 95.75  |       |
| Неважећих/празних гласова | Неважећих/празних гласова | 988    | 4.25   |       |
| Укупно гласова            | Укупно гласова | 23,250 | 100.00 |       |
| Регистрованих гласача     | Регистрованих гласача | 36,804 | 63.17  |       |
| Извор:                    | |        |        |       |

Братислав Кажић из Српске напредне странке изабран је за градоначелника након избора. За заменика градоначелника изабран је Милан Глушац, такође из Српске напредне странке. Кажић је у јулу 2016. поднео оставку на место градоначелника, а наследио га је Глушац. Глушац је, заузврат, поднео оставку на место градоначелника у јануару 2017. како би пре заказаног рока заказао нове локалне изборе (који се поклапају са председничким изборима) и именован је за лидера привремене власти која је управљала општином пре гласања.
На челној позицији листе Двери нашао се будући парламентарац Иван Костић.

### Шумадија и Западна Србија

#### Косјерић
У Косјерићу су одржани избори 26. маја 2013, због истека мандата претходне скупштине изабране 2009.
| Странка                   | Странка | Гласови | %      | Мандати |
| ------------------------- | --- | ------- | ------ | ------- |
|                           | За бољи Косјерић–Милијан Стојанић–Српска напредна странка, Нова Србија, и Демократска странка Србије | 3,332   | 48.39  | 15      |
|                           | Демократска странка–Либерално демократска странка–Одговорност | 1,243   | 18.05  | 5       |
|                           | Одлучно иза Косјерића–"Ивица Дачић Социјалистичка партија Србије (СПС), Партија уједињених пензионера Србије (ПУПС)–Јован Кркобабић, Јединствена Србија (ЈС)–Драган Марковић Палма, Уједињени региони Србије–Млађан Динкић | 814     | 11.82  | 3       |
|                           | "др. Љиљана Косорић–СПО" | 590     | 8.57   | 2       |
|                           | Млађен Марковић–Социјалдемократска партија Србије" | 450     | 6.53   | 2       |
|                           | Двери за живот Косјерића–Бошко Обрадовић | 258     | 3.75   | –       |
|                           | Група грађана: Савез српског јединства "Борислав Пелевић" | 199     | 2.89   | –       |
| Укупно                    | Укупно | 6,886   | 100.00 | 27      |
|                           | |         |        |         |
| Важећих гласова           | Важећих гласова | 6,886   | 97.45  |         |
| Неважећих/празних гласова | Неважећих/празних гласова | 180     | 2.55   |         |
| Укупно гласова            | Укупно гласова | 7,066   | 100.00 |         |
| Регистрованих гласача     | Регистрованих гласача | 10,268  | 68.82  |         |
| Извор:                    | |         |        |         |

Актуелном градоначелнику Милијану Стојанићу из Српске напредне странке потврђен је још један мандат након избора.